# Elva Martha García Rocha
Elva Martha García Rocha (Tehuitzingo, Puebla, Ciudad de México, 11 de julio de 1947-Ciudad de México, 1 de marzo de 2019) fue una política mexicana, fundadora y miembro del Partido de la Revolución Democrática, líder de varias organizaciones de izquierda. 
Se desempeñó como directora general de la Caja de Previsión para Trabajadores a Lista de Raya del Gobierno del Distrito Federal.

## Orígenes
A partir de la creación del Frente Democrático Nacional formado para la candidatura presidencial del Ingeniero Cuauhtémoc Cárdenas Solórzano en 1987,  fue cuando comenzó su lucha social por la democracia de México uniéndose a la fundación del Partido de Acción Nacional mismo que surgió después de las elecciones presidenciales de 1988.
Viendo las necesidades de su entorno, creó la organización Movimiento Unido de Izquierda en la Delegación Iztacalco a fin de recabar, orientar y solucionar la problemática que queja allí, y para fomentar la participación ciudadana en la democracia de la zona. Fue una importante figura de peso y activa en la vida política del país.

## Servicio público
Fue una de las fundadoras del Partido de la Revolución Democrática en 1988.
Creó la organización Movimiento Unido de Izquierda en la Delegación Iztacalco en 1989. Desde 1989 fue Consejera Nacional del Partido de la Revolución Democrática,  a su vez en dos ocasiones fue integrante del Comité Ejecutivo Estatal del Distrito Federal de 1993 a 1995 y de 2002 a 2005.
Fungió como Presidenta del Comité Ejecutivo Delegacional en Iztacalco en el periodo de agosto de 1996 a septiembre de 1997.
Fue Diputada en la Asamblea Legislativa del Distrito Federal durante la Primera Legislatura de septiembre de 1997 a septiembre de 2000, en donde también se desempeñó como integrante de las Comisiones de Gobierno, Administración Pública Local y como vicepresidenta de la Comisión de Transporte Urbano y Vialidad, de septiembre de 1997 a septiembre de 2000.
Fue directora general de la Caja de Previsión para Trabajadores a Lista de Raya del Gobierno del Distrito Federal, desde 11 de enero de 2007.

## Directora general de la Caja de Previsión a Lista de Raya del Gobierno del Distrito Federal CAPTRALIR
Desde su llegada a la CAPTRALIR durante la administración en curso, dicha entidad paraestatal ha sido galardonada en 2011 con los premios de transparencia: Primer lugar en el Índice de cumplimiento, en tiempo y forma, de los requerimientos del INFODF para la observancia de la Ley de Transparencia y Acceso a la Información Pública del Distrito Federal, tercer lugar en “Mejores Prácticas en Protección de Datos Personales 2010 y quinto lugar en el Índice Compuesto de Mejores Prácticas de Transparencia, todos estos otorgados por el Instituto de Acceso a la Información Pública del Distrito Federal en el ejercicio de 2010.